# The Loft (film)
The Loft, ook Loft, is een Amerikaanse thriller in een regie van Erik Van Looy naar een origineel scenario van Bart De Pauw, voor de Amerikaanse markt bewerkt door Wesley Strick.
Het is de tweede remake van de meest succesvolle Belgische film aller tijden, Loft van dezelfde Van Looy uit 2008.

## Productie
De vier weken buitenopnames startten op 6 juni 2011 in New Orleans. Aansluitend werden drie weken binnenopnames in Belgische filmstudio's in Vilvoorde ingepland.
Wentworth Miller nam een van de hoofdrollen op zich. Ook Eric Stonestreet speelt in de remake, naast James Marsden. Voor de opnamestart werd Patrick Wilson vervangen door Karl Urban. De enige acteur uit de originele Vlaamse rolverdeling die zijn rol ook in deze versie vertolkt, is Matthias Schoenaerts.
Op 23 januari 2012 kwam Erik Van Looy in beeld in het één-programma God en klein Pierke. Daarin werd Erik en de hele crew gevolgd tijdens de opnames in de zomer van 2011 en de daaropvolgende postproductie. De trailer van The Loft werd hier voor de eerste keer getoond.
Door problemen met het vinden van een distributeur werd de release van de film meermaals uitgesteld. Eind 2011 was er nog geen distributeur gevonden. In juni 2012 werd bekend dat de film inmiddels was gekocht door Dark Castle Entertainment van Joel Silver, om hem door Warner voor het einde van dat jaar naar de bioscoopzalen te laten brengen. De samenwerking met Warner liep echter ten einde en begin 2013 stapte Dark Castle Entertainment over naar Universal.
In de zomer van 2013 kondigde Universal aan dat de Amerikaanse release op 29 augustus 2014 zou zijn, maar twee maanden van tevoren werd hij voor onbepaalde tijd uitgesteld. De Belgische bioscooprelease, die ook rond die datum zou liggen, werd al eerder uitgesteld om het Film Fest Gent de primeur te geven. De festivalorganisatie maakte op 20 juni bekend dat The Loft op 14 oktober 2014 de openingsfilm zal zijn.
Op 8 september 2014 was de trailer voor het eerst te zien in De Ideale Wereld op VIER.

## Rolverdeling
| Acteur               | Personage       |
| -------------------- | --------------- |
| Karl Urban           | Vincent Stevens |
| James Marsden        | Chris Vanowen   |
| Wentworth Miller     | Luke Seacord    |
| Eric Stonestreet     | Marty Landry    |
| Matthias Schoenaerts | Philip Williams |
| Rachael Taylor       | Ann             |
| Isabel Lucas         | Sarah Deakins   |
| Rhona Mitra          | Allison         |
| Valerie Cruz         | Barbara         |
| Elaine Cassidy       | Ellie           |
| Kali Rocha           | Mimi            |
| Margarita Levieva    | Vicky           |

## Het verhaal
Vijf mannen huren samen een loft waar ze stiekem hun maîtresses ontmoeten. Wanneer ze op een kwade dag het lijk van een onbekende vrouw in de loft vinden, beginnen ze elkaar te verdenken en lijken alle geheimen uit te komen.